# Concilio de Reims (1148)
Fue un concilio celebrado en Reims en 1148 compuesto del papa Eugenio III. 
Al mismo, asistieron cardenales, muchos obispos de Francia, Alemania, Inglaterra y España. San Bernardo hizo confesar en él a Gilberto Porretano que enseñaba que la esencia de Dios, su divinidad, su sabiduría, no es Dios. Y el abad combatió fuertemente esta proposición, después que se hubo disputado mucho tiempo. San Bernardo formó una profesión de fe contraria a los errores de Gilberto que fue aprobada del papa y de los cardenales. 
Esta es la substancia: 
- Primero, creemos que la naturaleza simple de la divinidad es Dios y que Dios, es la divinidad; que es sabio por la Sabiduría que es él mismo, grande por la grandeza que es él mismo y así de lo demás.
- Segundo, cuando hablamos de las tres personas divinas decimos que son un Dios y una substancia divina y al contrario, cuando hablamos de la substancia divina, decimos que está en tres personas.
- Tercero, decimos, que Dios solo es eterno y que no hay otra cosa, sea que se llame relación, propiedad o de otro modo, que sea eterna sin ser Dios.
- Cuarto, creemos que la divinidad misma y la naturaleza divina encarnó en el hijo, etc.

Como muchos miembros del concilio favorecian a Gilberto, no confirmó el papa esta sentencia por un decreto solemne y solo obligó a Gilberto a que retratara sus errores, lo que hizo. A este mismo concilio se llevó una especie des fanático llamado Eon de la Estrella, que había engañado a mucha gente del pueblo publicando que él era quien debía juzgar los vivos y los muertos a causa de estas palabras de la Iglesia, per eum qui venturus est, &c. que se pronunciaba entonces per Eon. Pero como solo dio algunas respuestas insensatas, se le puso en prisión, donde murió poco tiempo después.
Se acusó en la misma asamblea a Guillermo, arzobispo de York, de no haber sido electo canónicamente, ni consagrado legítimamente sino intruso por la autoridad del rey de lo que fue convencido y Alberto, obispo de Ostia, pronunció contra él en nombre del Papa la sentencia de deposición alegando por motivo que antes de la elección había sido nombrado por el rey Esteban. No obstante, esta sentencia se dio contra el dictamen de la mayor parte de los cardenales. Este mismo concilio hizo algunos cánones, la mayor parte repetidos de los concilios precedentes y referidos con diversidad en varios ejemplares. Uno de los más notables es el que hace conocer el origen de los curas titulares. No se pondrán en las iglesias, dice este canon, sacerdotes por comisión, sino cada una tendrá su sacerdote particular, que no podrá ser destituido sino por el juicio canónico del obispo y se le señalará la subsistencia conveniente sobre los bienes de la iglesia.